# Rue du Général-Bertrand (Paris)
Ne doit pas être confondu avec Rue du Général-Bertrand (Liège).
La rue du Général-Bertrand est une voie située dans le quartier de l'École-Militaire du 7e arrondissement de Paris.

## Situation et accès
La rue du Général-Bertrand est une voie publique située dans le 7e arrondissement de Paris. Elle commence rue Éblé et finit rue de Sèvres.
La rue débouche sur l'hôpital Necker.

## Origine du nom
Elle rend hommage à Henri-Gatien Bertrand, général du Premier Empire et compagnon de Napoléon à Sainte-Hélène, décédé trois ans plus tôt.

## Historique

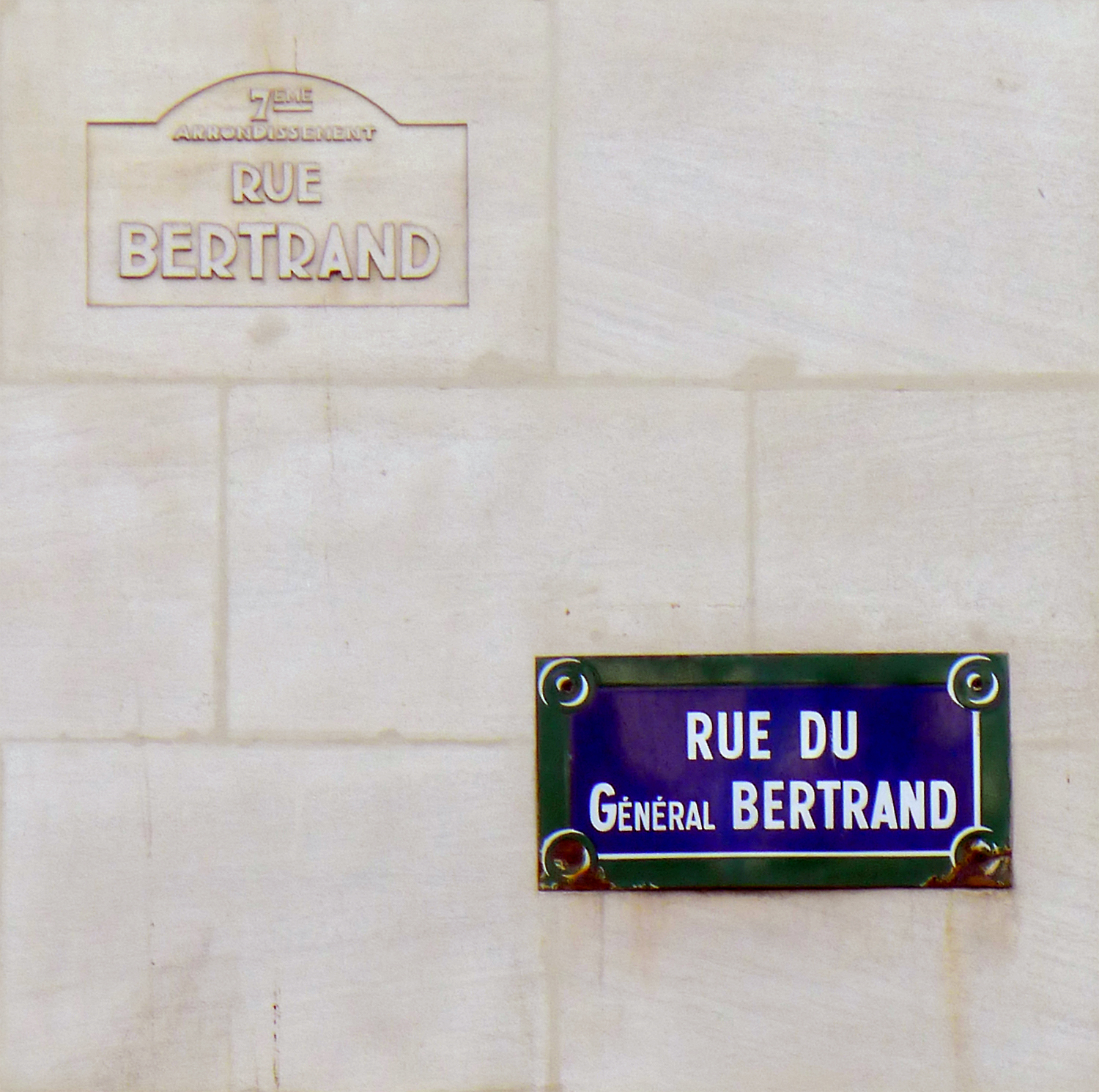
Plaque actuelle et ancienne inscription.

C'est par un arrêté du Conseil en date du 30 juin 1790 que cette voie est ouverte au sein d'un lotissement créé par Alexandre-Théodore Brongniart sous le nom de « Grande rue des Acacias », en raison d'une rangée d'arbres d'acacias qui avaient été plantés sur chacun de ses côtés. 

Le plan prévoit de tracer quatre rues dont trois plantées d'arbres : 
- la rue Masseran (rue Masseran actuelle et rue Maurice-de-La-Sizeranne) ;
- la rue Neuve-Plumet (actuellement rue Éblé) ;
- la Petite-rue des Acacias (actuellement rue Duroc) ;
- la rue des Acacias (l'actuelle rue du Général-Bertrand).

Après avoir porté le nom de « rue Bertrand », elle est renommée « rue du Général-Bertrand » par ordonnance du 17 septembre 1847.

## Bâtiments remarquables et lieux de mémoire
- No 24 : bâtiment de l'Agence spatiale européenne.
- No 29 : Studio Bertrand, une salle de cinéma d'art et essai datant de 1934, fermée en 1986 et toujours à l'abandon en 2021. Elle comptait 460 places[3].

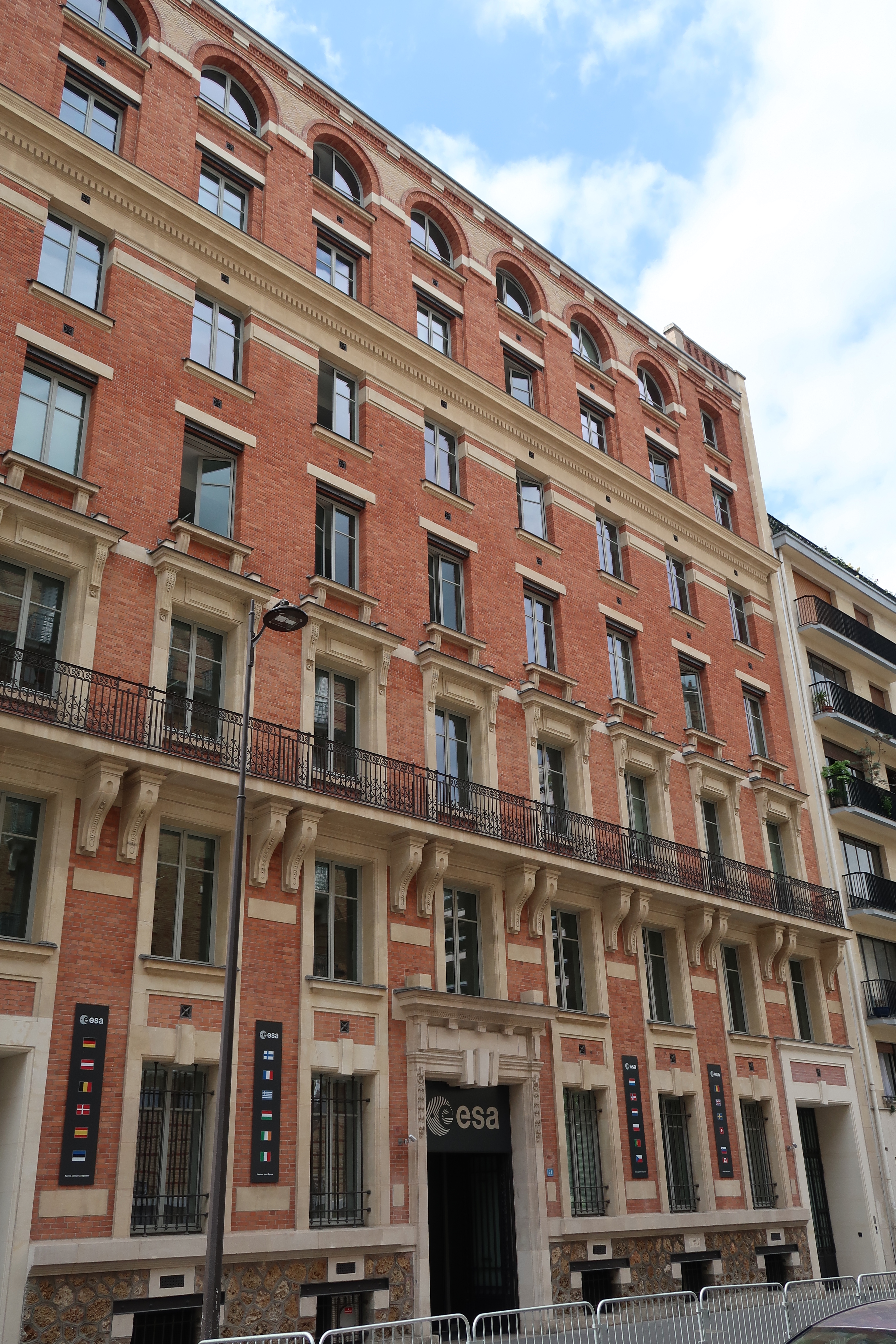
No 24.
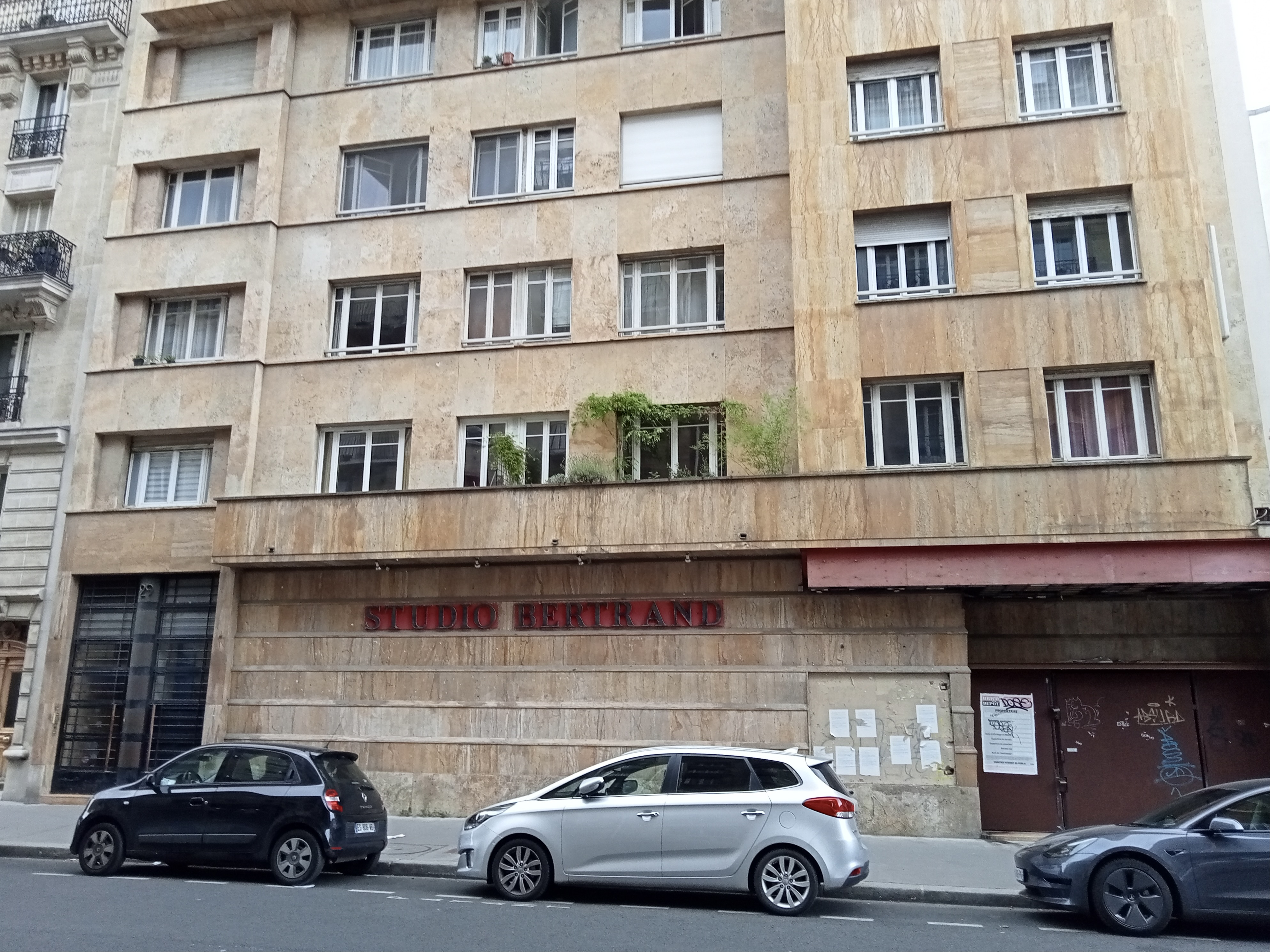
Façade du Studio Bertrand en 2020.